# Liste der Satellitenstaaten des Japanischen Kaiserreiches

Ausbreitung des japanischen Herrschaftsgebietes
(1870–1905).
(1905–1930).
(1930–1942).

In dieser Tabelle befindet sich eine Auflistung der Satellitenstaaten des Japanischen Kaiserreichs zur Zeit des Zweiten Weltkrieges. In Japan ist die Summe dieser Staaten als Großostasiatische Wohlstandssphäre bekannt.
| Flagge         | Land                                         | Dauer     | Hauptstadt    | Vorgängerstaat(en)                                                             | Nachfolgestaat(en)                           |
| -------------- | -------------------------------------------- | --------- | ------------- | ------------------------------------------------------------------------------ | -------------------------------------------- |
| In Ostasien    |                                              |           |               |                                                                                |                                              |
|                | Neuorganisierte Regierung der Republik China | 1940–1945 | Nanjing       | Übergangsregierung der Republik China Reformierte Regierung der Republik China | -                                            |
|                | Reformierte Regierung der Republik China     | 1938–1940 | Nanjing       | Dadao-Regierung                                                                | Neuorganisierte Regierung der Republik China |
|                | Übergangsregierung der Republik China        | 1937–1940 | Peking        | –                                                                              | Neuorganisierte Regierung der Republik China |
|                | Dadao-Regierung                              | 1937–1938 | Shanghai      | –                                                                              | Reformierte Regierung der Republik China     |
|                | Mandschukuo                                  | 1932–1945 | Changchun     | –                                                                              | -                                            |
|                | Mengjiang                                    | 1936–1945 | Zhangjiakou   | –                                                                              | -                                            |
|                | Ost-Hopei                                    | 1936–1945 | Tongzhou      | –                                                                              | -                                            |
| In Südostasien |                                              |           |               |                                                                                |                                              |
|                | Staat Birma                                  | 1943–1945 | Rangun        | –                                                                              | -                                            |
|                | Regierung von Laos                           | 1945      | Luang Prabang | Französisch-Indochina                                                          | -                                            |
|                | Kambodscha unter japanischer Besatzung       | 1945      | Phnom Penh    | Französisch-Indochina                                                          | -                                            |
|                | Azad Hind                                    | 1943–1945 | Port Blair    | –                                                                              | -                                            |
|                | Zweite Philippinische Republik               | 1943–1945 | Manila        | –                                                                              | -                                            |
|                | Thailand                                     | 1941–1944 | Bangkok       | –                                                                              | -                                            |
|                | Kaiserreich Vietnam (1945)                   | 1945      | Huế           | Französisch-Indochina                                                          | -                                            |